# Euphilotes ancilla
Espèce
Euphilotes ancilla est un insecte lépidoptère de la famille des Lycaenidae de la sous-famille des Polyommatinae et du genre Euphilotes.

## Dénominations
Euphilotes ancilla a été nommé par William Barnes (d) et James Halliday McDunnough en 1918.
Synonyme : Euphilotes enoptes ancilla.
Des travaux dont ceux de Pratts et Emmel en 1995 ont élevé Euphilotes ancilla, jusqu'alors considérée comme une sous-espèce d’Euphilotes battoides, au rang d'espèce

## Noms vernaculaires
Euphilotes ancilla se nomme Dotted Blue, Rocky Mountain Dotted Blue ou Ancilla Blue en anglais.

## Liste des sous-espèces
Selon BioLib (26 janvier 2021) :
- sous-espèce Euphilotes ancilla ancilla (Barnes & McDunnough, 1918)
- sous-espèce Euphilotes ancilla barnesi Opler & Fisher, 2009
- sous-espèce Euphilotes ancilla cryptica Austin & Boyd, 2008
- sous-espèce Euphilotes ancilla gilvatunica Austin, 1998
- sous-espèce Euphilotes ancilla giulianii Pratt & Emmel, 1998
- sous-espèce Euphilotes ancilla pseudointermedia Pratt & Emmel, 1998
- sous-espèce Euphilotes ancilla purpura Austin, 1998
- sous-espèce Euphilotes ancilla shieldsi Austin, 1998[5]

## Description
Euphilotes ancilla est un petit papillon d'une envergure de 16 à 25 mm, qui présente un dimorphisme sexuel : le dessus du mâle est bleu violet à étroite bordure noire et points submarginaux noirs aux postérieures, celui de la femelle est marron à reflets bleus orné d'un croissant orange aux postérieures.
Le revers est bleu-gris, orné de deux lignes submarginale de taches séparées aux postérieures par une ligne de taches orange,,.

### Chenilles
Les chenilles sont de couleur claire, jaunâtre ou blanchâtre orné de marques marron.

## Biologie

### Période de vol et hivernation
Il vole en une génération de fin avril à début août suivant sa résidence et son altitude.
Il hiverne au stade nymphal.

### Plantes hôtes
Les plantes hôtes de sa chenille sont  des Eriogonum, Eriogonum flavum var. crassifolium, Eriogonum heracleoides, Eriogonum lobii var. robustius, Eriogonum ovalifolium, Eriogonum strictum  var. proliferum, Eriogonum umbellatum.

## Écologie et distribution
Euphilotes ancilla est présent en Amérique du Nord, au Canada (dans le Sud de la Saskatchewan et le Sud de l'Alberta) et dans l'Ouest des États-Unis (dans les montagnes Rocheuses, dans les États de Washington, du Montana, de l'Oregon, de l'Idaho, du Wyoming, du Colorado, de l'Utah, du Nevada, dans le Nord de la Californie et dans le Nord-Ouest du Nouveau-Mexique.

### Biotope
Il réside sur les versants ensoleillés des montagnes Rocheuses.

### Protection
L'habitat de certains rares sous-espèces doit être protégé.